# Look Away (Darude-Lied)
Look Away (englisch für „Schau weg“) ist ein Lied vom finnischen DJ Darude und dem finnischen Sänger Sebastian Rejman aus dem Jahr 2019. Es wurde von den beiden selbst geschrieben und von Darude produziert und hat Finnland beim Eurovision Song Contest 2019 in Tel Aviv vertreten.

## Hintergrund
Am 29. Januar wurde in einer Pressekonferenz vom finnischen Sender YLE bekannt gegeben, dass Darude und Sebastian Rejman Finnland beim ESC 2019 vertreten werden. Dabei sollte ihr Lied am 2. März im Vorentscheid Uuden Musiikin Kilpailu 2019 bestimmt werden. Die drei Lieder, die zur Auswahl standen, wurden am 8., 15. und 22. Februar veröffentlicht. Dabei war Look Away das letzte Lied, das veröffentlicht wurde, nach Release Me und Superman. Auch beim Uuden Musiikin Kilpailu war es der letzte vorgestellte Beitrag. Im Juryvoting erhielt das Lied 96 von möglichen 96 Punkten, aber auch im Televoting gewann es mit 148 deutlich vor den beiden anderen Songs.
Beim ESC wurde das Lied am 14. Mai 2019 im ersten Halbfinale als dritter Song präsentiert und belegte den letzten Platz in seinem Halbfinale.

## Inhalt
Der Song befasst sich mit gesellschaftlichen und ökologischen Problemen, wie dem Klimawandel, Kriegen oder Krankheiten. Die Botschaft des Songs ist es, dass man nicht wegsehen soll, sondern diese Sachen wahrnehmen und darüber nachdenken soll.

## Musikvideo
Das Musikvideo wurde von Jaakko Manninen produziert. Die Bilder zeigen Wüsten, Wälder, Sandstrände und Nordlichter. Davor sieht man die Musiker oder verschiedene Personen mit nachdenklichem Ausdruck. Gegen Ende lächeln die Personen.

## Rezeption
Mari Koppinen von der HS zeigte sich enttäuscht und kritisierte den fehlenden Spannungsbogen im Vergleich zu Sandstorm. Sie hätte sich eine Rolle Rejmans gewünscht, die der von Gunnhild Tvinnereim näherkam, welche den Eurovisions-Siegertitel von 1995, Nocturne sang, welcher 22 Wörter beinhaltete. Look Away sei ein Wegwerfartikel.
ESC Kompakt gab dem Titel 18 von 36 Punkten. Der Titel sei in der Vorentscheidung „wirklich das beste Gesamtpaket“ gewesen, jedoch wurde die fehlende zeitgenössische Komponente kritisiert.
Bei ESCXTRA erreichte das Lied 5,50 von 10 möglichen Punkten. Als Kritikpunkte wurden der schwache Gesang von Rejman sowie die fehlende Hook genannt. Jedoch wurde die Bühneninszenierung gelobt.